# Ceratina canarensis
Ceratina canarensis är en biart som beskrevs av Cockerell 1919. Ceratina canarensis ingår i släktet märgbin, och familjen långtungebin. Inga underarter finns listade i Catalogue of Life.